# Kastl, Tirschenreuth
Kastl är en kommun och ort i Landkreis Tirschenreuth i Regierungsbezirk Oberpfalz i förbundslandet Bayern i Tyskland.
Kommunen ingår i kommunalförbundet Kemnath tillsammans med staden Kemnath.